# Левахин, Владимир Иванович
Влади́мир Ива́нович Лева́хин (14 марта 1947, с. Знаменское, Башмаковского район, Пензенская область, РСФСР — 2 августа 2016) — советский и российский учёный-зоотехник, специалист в области мясного скотоводства, член-корреспондент РАН.

## Биография
Трудовой путь начинал токарем машинно-тракторных мастерских с/з «Сыртинский» Переволоцкого района Оренбургской области.
В 1970 г. окончил Оренбургский сельскохозяйственный институт. Последующие годы работал во ВНИИ мясного скотоводства (ВНИИМС): аспирант (1970—1973), старший научный сотрудник (1973—1979), заведующий лабораторией производственных факторов устойчивого мясного скотоводства (1979—1986), заместитель директора по научной работе (1986—2004), с 2004 г. — первый заместитель директора.
Получил широкую известность и научное признание после проведения исследований на территории Белоруссии по ликвидации последствий аварии на Чернобыльской АЭС. Их результатом явилось издание многих монографий, научных статей, а также рекомендаций, получивших высокую оценку МАГАТЭ.
Зоотехник-селекционер, соавтор мясной породы КРС «Русская комолая», Волгоградского типа абердин-ангусского скота. Принимал активное участие в разработке отраслевой целевой программы «Развитие мясного скотоводства России на 2009—2012 годы».
Доктор биологических наук (1987), профессор (1993), член-корреспондент РАСХН (2010), член-корреспондент РАН (2014).
Опубликовал 14 монографий, 13 учебных пособий, автор 24 патентов на изобретения. Под его научным руководством подготовлено и успешно защищено 108 диссертаций, из которых 31 — докторская.

## Награды и звания
Заслуженный деятель науки Российской Федерации. Лауреат премии Правительства РФ в области науки и техники 2005 года.

## Избранные труды
- «Мясное скотоводство» / соавт.: А. В. Черекаев и др.;Всерос. НИИ мясного скотоводства. — Оренбург: Изд-во ОГУ,2000.- 348 с.
- «Повышение эффективности заготовки кормов и производства говядины» / соавт.: В. А. Раменский, А. М. Спиридонов; Всерос. НИИ мясного скотоводства. — М., 2004. — 249 с.
- «Волгоградский тип абердин-ангусского скота» / соавт. И. Ф. Горлов. — М.;Волгоград, 2005. — 150 с.
- «Повышение эффективности использования отходов сахароварения при промышленной технологии производства говядины» / соавт.: Е. А. Ажмулдинов, Г. И. Бельков.- Уфа : Профиздат, 2009. — 284 с.
- «Качество и продуктивное действие силосов, заготовленных с консервантами» / соавт.: А. И. Беляев и др.; Всерос НИИ мясн. скотоводства. — М.,2010. — 326 с.
- «Повышение адаптационных способностей и мясной продуктивности молодняка при промышленной технологии производства говядины» / соавт.: А. В. Сало и др.; Всерос. НИИ мясн. скотоводства. — М., 2010. — 404 с.
- «Новые приемы высокоэффективного производства говядины» / соавт.: В. В. Попов и др.; Всерос. НИИ мясн. скотоводства. — М., 2011. — 409 с.